# الجرو بن كليب
الجرو بن كليب بن ربيعة التغلبي، سُمِّيَ بالهجرس، ولد في القرن الخامس الميلادي، هو فارس جاهلي، يروي له شعر ولد بعد مقتل أبيه الملك كليب بن ربيعة، الذي كانت بسببه حرب البسوس بين حيي بكر وتغلب وربته أمه في بيت خاله جساس بن مرة قاتل أبيه ولما نشأ وعرف الخبر سمع يقول:
حملته أمه جليلة بنت مرة في بطنها إلى مضارب خيام عشيرتها (بكر بن وائل) بعد مقتل أبيه كليب واشتعال الحرب بين بكر وتغلب، وبين مضارب بكر وأماكن حلها وترحالها نما الجرو وشب، وتدور الأيام ويعلم الجرو قصة مقتل أبيه، فيأخذ الجرو إلى دار قومه (بني تغلب) ليدخل فيمن دخلوا في الصلح، فلما قربوا الدم وفاء للعهد قام الجرو فطعن جساساً وهو يقول: وفرسي وأذنيه وناصيته وعينيه ورمحي وطرفيه وسيفي وشفرتيه لايدع الرجل قاتل أبيه ينظر إليه، ومن أشعاره بعد قتله لجساس بن مرة:

## نسبه وعائلته
- هو: الجرو بن كليب بن ربيعة بن الحارث بن زهير بن جشم بن بكر بن حبيب بن عمرو بن غنم بن تغلب بن وائل التغلبي.
- وأمه: الجليلة بنت مرة بن ذهل بن شيبان بن ثعلبة بن عكابة بن صعب بن علي بن بكر بن وائل البكرية.